# Rissa kommun
Rissa kommun (norska: Rissa kommune) var en kommun i dåvarande Sør-Trøndelag fylke i mellersta Norge. Kommunens centralort var tätorten Rissa (Årnset).

## Administrativ historik
Kommunen bildades genom en delning av Stadsbygds kommun 1860. 1905 bröt sig Lensvik ur och bildade egen kommun. 1964 slogs kommunen samman med södra delen av Stjørna och större delen av Stadsbygds kommun.
Den 17 juni 2016 blev det bestämt att kommunen skulle slås samman med angränsande Leksviks kommun till en gemensam kommun. Den 1 januari 2018 bildades Indre Fosens kommun genom en sammanslagning av de båda kommunerna.